# NGC 2051
NGC 2051 (również ESO 56-SC169) – gromada otwarta, znajdująca się w gwiazdozbiorze Góry Stołowej, w Wielkim Obłoku Magellana. Odkrył ją John Herschel 23 grudnia 1834 roku.